# Hjalmar Algotsson-Lindberg
Hjalmar Frans Valfrid Algotsson-Lindberg, ibland enbart Hjalmar Lindberg, född 20 maj 1935 i Forserums församling i Jönköpings län, död 14 september 2006 i Raus församling i Helsingborg i Skåne län, var en svensk musiker (dragspelare) och låtskrivare.
Hjalmar Algotsson-Lindberg började spela dragspel vid sju års ålder. Han är upphovsman till låtar som ”Vid flodens strand” och ”Under eken” och ett par av hans låtar tog sig också in på Svensktoppen. Till yrket var han annars plåtslagare.
Han tillhörde släkten Lindberg från Småland och är syssling till sångarevangelisterna Calle och Målle Lindberg. Han var 1958–1976 gift med Siv Paulsson (född 1939) och 1976–1997 med Sigbritt Bredén (född 1940). Bland barnen märks Christina Lindberg i första äktenskapet. Han är också morfar till musikern och hockeyspelaren Christopher Heino-Lindberg.
Hjalmar Algotsson-Lindberg är begravd på Råå kyrkogård i Skåne.

## Låtar i urval
- Under eken, insjungen av Christina Lindberg på skivan Vind och vågor (1993),[6] senare även på samlingsskivor
- Vid flodens strand, insjungen av Christina Lindberg på skivan Vid flodens strand (1991),[7] senare även på samlingsskivor